# His Majesty’s New Zealand Ship
A His/Her Majesty’s New Zealand Ship (HMNZS, magyarul Őfelsége új-zélandi hajója) a megjelölése az új-zélandi haditengerészthez tartozó hadihajóknak és a nagyobb szárazföldi haditengerészeti létesítményeknek.
Az Egyesült Királyságban használt Her Majesty’s Shipből (Őfelsége hajója) származik. A brit uralkodó egyszemélyben, ugyanakkor különállóan Új-Zéland uralkodója is. Király esetén His, királynő esetén Her a használatos a megjelölésben, az uralkodó nemére utalva.
VI. György 1941 októberében írta alá az Új-zélandi Királyi Haditengerészet (Royal New Zealand Navy) létrehozó rendelkezést, és ekkortól kezdve használatos ez a megjelölés.

## Fordítás
- Ez a szócikk részben vagy egészben a  Her Majesty's New Zealand Ship című angol Wikipédia-szócikk ezen változatának fordításán alapul.  Az eredeti cikk szerkesztőit annak laptörténete sorolja fel. Ez a jelzés csupán a megfogalmazás eredetét és a szerzői jogokat jelzi, nem szolgál a cikkben szereplő információk forrásmegjelöléseként.